# Панченко, Иван Петрович
Ива́н Петро́вич Па́нченко (род. 27 января 1967, Светлоград, Ставропольский край, РСФСР, СССР) — российский серийный убийца и насильник.

## Биография
Родился в 1967 году в Светлограде в многодетной семье. Родители всю жизнь проработали в колхозе чабанами. Отец Пётр Лаврентьевич Панченко — заслуженный чабан района. По словам учительницы, Панченко в детстве не любил учиться, матерился, оскорблял одноклассников и учителей, а также воровал, за что попал на учёт в детскую комнату милиции, а также примерно с 14 лет отбывал наказания в местах лишения свободы, на воле бывал по месяцу, по два, а максимум 6 месяцев, после опять возвращался в тюрьму.
В 1985 году был призван в армию, где впоследствии избил командира части и дезертировал вместе с сослуживцем, которого позже убил в пьяной ссоре. После убийства скрывался в землянке в лесу. В 1986 году был приговорён к 4 годам лишения свободы за дезертирство, кражу, незаконное ношение, хранение, приобретение, изготовление, сбыт оружия и подделку документов. В 1987 году добавилась статья за умышленное убийство сослуживца, в результате чего срок наказания был увеличен до 9 лет лишения свободы. В 1988 году в деле Панченко появилась статья «побои», а в 1989 — насилие в отношении должностного лица. С 1989 года отбывал наказание в Пермской области в исправительно-трудовой колонии №1. Освободился в начале 1997 года, отбыв в местах лишения свободы 11 лет.
После возвращения из колонии Панченко продолжил серию убийств. 15 октября 1998 года маньяк застрелил 18-летнюю свояченицу Оксану Томаревскую на берегу реки Калаус, тело утопил. 22 января 1999 года он похитил и убил Елену Маловичко — 16-летнюю младшую сестру своей жены. 25 мая 1999 года маньяк убил Марину Семилетову — 15-летнюю подругу второй жертвы.
В 2003 году был объявлен в федеральный розыск Петровским РОВД ГУВД Ставропольского края. В 2004 году розыск был прекращён. В 2005 году был приговорён к 3 годам лишения свободы за приобретение, хранение, изготовление наркотиков, угрозу убийством, хранение, сбыт, изготовление оружия. Наказание отбывал в колонии-поселении №36 посёлка Вижай Пермского края. В 2007 году получил условно-досрочное освобождение.
5 октября 2008 года сын маньяка Иван привёл в гости двух девочек, 8 и 11 лет, которых его отец заманил в землянку и запер. Первой Панченко стал пытать младшую, в конечном счёте он её зверски избил и живьём закопал в землю. Над местом захоронения Панченко посадил саженец. В течение суток маньяк насиловал 11-летнюю девочку, надев ей на шею собачий ошейник, однако вызванные родителями милиционеры обнаружили его с помощью служебной собаки. Панченко был арестован 6 октября 2008 года.
Панченко вскоре во всём сознался, в том числе и в убийствах 10-летней давности. При обыске в доме маньяка были обнаружены женские вещи, принадлежавшие убитым. Судебно-психиатрическая экспертиза признала Панченко полностью вменяемым и отдающим отчёт в своих действиях. Судебное следствие по делу проходило в закрытом режиме и в предельно сжатые сроки. 3 апреля 2009 года Ставропольский краевой суд приговорил Панченко к пожизненному лишению свободы и к штрафу в размере 800 тысяч рублей. Верховный Суд России оставил приговор без изменения. Панченко был этапирован в ИК-18 «Полярная сова».

## В массовой культуре
- Документальный фильм «Взять след маньяка» из цикла «Честный детектив» (2009)
- Документальный фильм «Ненавижу вас» из цикла «Честно» (2010)
- Документальный фильм «Земляной дьявол. Дело светлоградского маньяка» из цикла «Маньяки» (2020)